# Leges Valeriae Publicolae
Droit romain et lois romaines
Lex Iunia
(509 av. J.-C.) Leges sacratae
(494 - 492 av. J.-C.)
Les Leges Valeriae Publicolae (littéralement : « les lois de Valerius Publicola ») sont une série de lois proposées par le consul Publius Valerius en 509 av. J.-C. Elles comprennent entre autres la Lex Valeria de provocatione et la Lex Valeria de sacrando cum bonis capite eius, deux lois votées par le peuple. Ce sont les premières lois votées par les comices centuriates, la Lex Iunia de Tarquiniis exilio multandis ayant été proclamée par le peuple sur le Forum, sans que les comices ne soient réunies. Leur authenticité a été mise en doute par les historiens modernes.

## Principales dispositions desLeges Valeriae

### LaLex de provocatione
Cette loi permet à n'importe quel citoyen romain, qu'il soit patricien ou plébéien, de faire appel au peuple pour remettre en cause la sentence d'un magistrat,, ou d'un consul, s'il s'agit d'une sentence capitale ou d'un châtiment corporel.
Selon la tradition antique, la loi est confirmée soixante ans plus tard par la Loi des Douze Tables qui pose néanmoins comme conditions que l'appel soit soumis aux comices centuriates. La loi semble n'avoir pas été respectée et est de nouveau promulguée en 449 av. J.-C. avec les Leges Valeriae Horatiae, en 300 av. J.-C. avec une Lex Valeria et une dernière fois un siècle plus tard avec les Leges Porciae.

### LaLex de sacrando
La deuxième loi abolit la royauté et déclare sacer, c'est-à-dire voué aux dieux infernaux et condamné à mort, tout individu qui aspire à la royauté ou soutient son rétablissement,. Elle donne le droit de mettre à mort quiconque aspirerait à la tyrannie et prévoit l'impunité pour l'auteur du meurtre.

### Autres lois
Selon les sources antiques, d'autres dispositions ont été prises par les autres lois proposées par Publius Valerius.
- L'impunité pour le meurtrier d'un transgresseur de la loi[a 6].
- La révision et le complément de l'album sénatorial, le nombre de sénateurs ayant fortement diminué durant le règne de Tarquin le Superbe et à la suite des combats qui ont suivi[a 3],[2]. Certains auteurs antiques associent Brutus à cette décision[a 7].
- La peine de mort pour ceux qui se proclameraient magistrat sans avoir été nommés par le peuple[a 3],[3].
- La Lex Valeria de multae dictione qui prévoit une amende en cas de désobéissance aux consuls[a 3],[2].
- La suppression de tout tributum ou autre redevance pour les plébéiens[a 3],[3].
- La Lex Valeria de quaestoribus qui remet l'administration du trésor public, gardé au temple de Saturne, aux questeurs, magistrature que Publicola vient de créer[a 5].

Ces lois sont bien accueillies par les citoyens romains et le consul Publius Valerius reçoit le cognomen de Publicola ou Poplicola, c'est-à-dire « l'ami du peuple »,,.

## Analyse moderne
Les historiens modernes considèrent que le vote de telles lois en 509 av. J.-C. constitue un anachronisme que les auteurs antiques ont plus ou moins habilement intégré dans leur récit afin d'asseoir le personnage de Publius Valerius Publicola comme le véritable créateur de la République romaine.
La loi constitutive de la questure, dont les titulaires doivent veiller sur l'aerarium, est également une invention de l’annalistique, ce type de loi n'ayant probablement jamais existé. La loi qui concerne la suppression de l'impôt semble être une anticipation des deux lois qui fixent les montants maximaux des amendes en bétail (multa maxima), la Lex Aternia Tarpeia et la Lex Menenia Sestia, votées peu de temps avant la rédaction de la Loi des Douze Tables.
En ce qui concerne la loi de provocatione, il est aujourd'hui généralement admis que la première loi authentique de ce type date de 300 av. J.-C., soit deux siècles après la création de la République romaine. Les lois antérieures, celle de 509 av. J.-C. puis celle de 449 av. J.-C., sont des inventions de l'annalistique destinées à glorifier la gens Valeria.